# Willa Ford
Amanda Lee Williford-Modano, znana jako Willa Ford (ur. 22 stycznia 1981 roku w Ruskin w stanie Floryda, USA) – amerykańska piosenkarka, autorka tekstów piosenek, aktorka, modelka i osobowość telewizyjna.

## Życiorys
Od dziecka marzyła o karierze piosenkarki. Jako ośmiolatka występowała wraz z chórem dziecięcym Tampa Bay Children's Choir. Następnie, od jedenastego roku życia, występowała w teatrze Entertainment Revue.
W 1999 roku zaczęła udzielać się pod pseudonimem artystycznym "Mandah"; wówczas dołączyła do korporacji Music Corporation of America (MCA), dzięki której wydała piosenkę zatytułowaną "Lullaby". Utwór znalazł się na ścieżce dźwiękowej do filmu animowanego Pokemon – film pierwszy: Zemsta Mewtwo, która pokryła się podwójną platyną. W międzyczasie uwikłała się w romans z Nickiem Carterem, członkiem zespołu Backstreet Boys. Wkrótce później artystka zmieniła swój pseudonim muzyczny na "Willa Ford" (od jej nazwiska "Williford"), którym posługuje się do dziś.
W show-businessie właściwie zaistniała w 2001 roku, gdy podpisała kontrakt z wytwórnią Atlantic Records. W lipcu wydała swój debiutancki album Willa Was Here, który promował przebojowy singel "I Wanna Be Bad". Utwór osiągnął pozycję szóstą notowania US Hot 100 Singles Sales, zajął również czwartą notację na US Hot Dance Singles. Dzięki muzycznemu rozgłosowi angażowano ją do roli prowadzącej licznych programów rozrywkowych, w tym między innymi Zakładu.
Pojawiła się na okładce magazynu Playboy w marcu roku 2006. W październiku tego roku wzięła udział trzeciej amerykańskiej edycji Tańca z gwiazdami. Jej tanecznym partnerem został Maksim Chmerkovskiy. Para zajęła ostatecznie siódme miejsce.
30 sierpnia 2007 odbyła się premiera biograficznego filmu Anna Nicole, w którym Willa Ford zagrała rolę Anny Nicole Smith.
Kariera aktorska Ford nabrała tempa w 2008 roku. Jako Claire Dennison artystka wystąpiła w głównej roli w filmie Charlesa T. Kanganisa Impuls (Impulse), pojawiając się na ekranie u boku Angusa Macfadyena. Na początku roku 2009 na ekranach światowych kin pojawił się slasher Piątek, trzynastego (Friday the 13th) w reżyserii Marcusa Nispela; Willa wystąpiła w nim w jednej z drugoplanowych ról.
Jej pierwszym mężem był hokeista Mike Modano. W 2015 poślubiła byłego zawodnika futbolu amerykańskiego – Ryana Nece.

## Dyskografia

### Albumy studyjne
- Willa Was Here (wydany 17 lipca 2001 roku)

### Single
| Rok  | Singel                             | Pozycje na listach przebojów (USA) | Pozycje na listach przebojów (USA) | Pozycje na listach przebojów (USA) | Pozycje na listach przebojów (USA) | Pozycje na listach przebojów (USA) | Pozycje na listach przebojów (USA) | Album                   |
| Rok  | Singel                             | US Hot Dance Singles               | US Hot 100 Singles                 | US Hot 100 Singles Sales           | US mainstream Top 40               | US Top 40 Tracks                   | R&R Pop                            | Album                   |
| ---- | ---------------------------------- | ---------------------------------- | ---------------------------------- | ---------------------------------- | ---------------------------------- | ---------------------------------- | ---------------------------------- | ----------------------- |
| 2001 | "I Wanna Be Bad"                   | 4                                  | 22                                 | 6                                  | 11                                 | 19                                 | 11                                 | Willa Was Here          |
| 2001 | "Did Ya' Understand That"          | -                                  | -                                  | -                                  | -                                  | -                                  | -                                  | Willa Was Here          |
| 2001 | "Santa Baby (Gimme, Gimme, Gimme)" | -                                  | -                                  | -                                  | -                                  | -                                  | -                                  | MTV: TRL Christmas      |
| 2003 | "A Toast to Men" (feat. Lady May)  | 11                                 | -                                  | 45                                 | -                                  | -                                  | 46                                 | A Toast to Men (Single) |

## Filmografia
- 2001: Fenomen żonatego faceta (The Mind of the Married Man) jako gwiazda popu (serial TV)
- 2002: Jak wychować tatę? (Raising Dad) jako Edie (serial TV)
- 2007: Anna Nicole jako Anna Nicole Smith
- 2008: Impuls (Impulse) jako Claire Dennison
- 2009: Piątek, trzynastego (Friday the 13th) jako Chelsea
- 2011: Universal Squadrons